# David Crosby
David Van Cortlandt Crosby (Los Angeles, Califòrnia, 14 d'agost de 1941 - 18 de gener de 2023) va ser un conegut guitarrista i cantautor estatunidenc. Va ser membre fundador del grup The Byrds i de Crosby, Stills, Nash & Young (CSNY). És membre del Rock and Roll Hall of Fame pel seu treball amb The Byrds i amb Crosby, Stills, Nash & Young.

## Biografia
Els seus pares eren Aliph Van Cortlandt Whitehead i Floyd Crosby, guanyador d'un Oscar a la millor fotografia. Tots dos es van divorciar l'any 1960, quan Crosby tenia 19 anys.

## Carrera artística

### The Byrds
A principis de 1964, Crosby va tocar en alguns clubs amb Roger McGuinn (llavors conegut com a Jim) i Gene Clark amb el nom de Jet Set. Aviat van canviar el seu nom a The Byrds, i s'hi van sumar el baixista Chris Hillman i el bateria Michael Clarke (a qui suposadament va descobrir Crosby tocant bongos a la platja). D'alguna manera ells van obtenir un demo de la cançó de Bob Dylan Mr. Tambourine Man i van gravar la seva pròpia versió, amb McGuinn usant una guitarra de 12 cordes mentre Crosby i Clark acompanyaven amb les harmonies vocals. La cançó va ser un gran èxit, i va arribar al número 1 en les llistes.
Si McGuinn era l'encarregat de donar un so característic amb el seu Rickenbacker 360/12 (idea que va treure de la guitarra que George Harrison usava en A Hard Day's Night), Crosby era el responsable de les altes i belles harmonies vocals en les seves cançons.
L'any 1966, Gene Clark, que en aquest llavors era vocalista i compositor principal, es va retirar del grup degut a l'estrès. Això va portar a que McGuinn i Crosby esdevinguessin els cantants principals. Crosby va tenir l'oportunitat d'afinar el seu ofici, i aviat es va convertir en un prolífic i talentós cantautor. Entre les seves aportacions es troba la cançó de 1966 Eight Miles High, escrita conjuntament amb Clark i McGuinn, i la seva altra cara, Why, coescrita amb McGuinn, que mostra a Crosby en el seu millor i més dura faceta. També és coneguda la seva versió de la cançó Hey Joe després d'haver estat represa per Dino Valente. Va donar a conèixer la cançó a Bryan MacLean i Arthur Lee de la banda pop Love, que després li va ensenyar als membres de The Leaves. Atès que se sentia responsable d'haver popularitzat la cançó, Crosby va convèncer als altres membres de The Byrds perquè fessin una versió en el disc Fifth Dimension. Per a l'àlbum Younger Than Yesterday de 1967, Crosby va començar a trobar la seva pròpia marca i estil.
El 1968, al costat de Stephen Stills i Graham Nash funden el supergrup Crosby, Stills & Nash; en certes etapes Neil Young va integrar el grup pel que es van arribar a anomenar Crosby, Stills, Nash & Young.

## Discografia
- 1971: If I Could Only Remember My Name (Atlantic)
- 1989: Oh, Yes I Can! (Atlantic)
- 1993: Thousand Roads (Atlantic)
- 1994: It's All Coming To Me Now! (Live) (Atlantic)
- 1996: Live On The King Biscuit Flower Hour (Live) (King Biscuit)
- 2006: Voyage (Box-Set) (Rhino)
- 2014: Croz (Blue Castle)
- 2016: Lighthouse (Ground UP)
- 2017: Sky Trails
- 2018: Here If You Listen (BMG Music)

## Curiositats
Crosby va aparèixer en la sèrie animada Els Simpson, prestant la seva veu en dos episodis. El primer va ser «Marge in Chains», penúltim episodi de la quarta temporada, en el qual Crosby apareix com a padrí de casament de l'advocat Lionel Hutz. El segon va ser «Homer's Barbershop Quartet», que pertany a la cinquena temporada, en aquest capítol Crosby apareix com a amfitrió d'un fictici lliurament dels Premis Grammy.
El primer disc en solitari de Crosby, If I Could Only Remember My Name (1971), va aparèixer dins el llistat dels deu millors àlbums de la història del rock que va publicar L'Osservatore Romano, el diari oficial del Vaticà. Aquesta inclusió va sorprendre molts comentaristes per ser la menys òbvia de la llista (farcida amb noms com Beatles, U2 o Michael Jackson, així com pel contrast entre la vida i obra de Crosby amb la moral catòlica.